# Sender Kirn-Gauskopf
Der Sender Kirn-Gauskopf ist eine Sendeanlage des Südwestrundfunks für UKW-Hörfunk auf dem Gauskopf südlich von Kirn in Rheinland-Pfalz.

## Frequenzen und Programme

### Analoger Hörfunk (UKW)
| Frequenz (MHz) | Programm             | RDS PS   | RDS PI | Regionalisierung     | ERP (kW) | Antennendiagramm rund (ND)/gerichtet (D) | Polarisation horizontal (H)/vertikal (V) |
| -------------- | -------------------- | -------- | ------ | -------------------- | -------- | ---------------------------------------- | ---------------------------------------- |
| 96,4           | SWR1 Rheinland-Pfalz | SWR1_RP_ | D3A1   | –                    | 0,01     | ND                                       | H                                        |
| 90,4           | SWR Kultur           | SWR_Kult | D3A2   | Rheinland-Pfalz      | 0,01     | ND                                       | H                                        |
| 93,3           | SWR3                 | __SWR3__ | D3A3   | Rheinland-Pfalz/Köln | 0,01     | ND                                       | H                                        |
| 106,1          | SWR4 Rheinland-Pfalz | SWR4_TR_ | DCA4   | Radio Trier          | 0,1      | ND                                       | H                                        |

### Digitales Radio (DAB+)
Seit dem 15. Juni 2021 wird das Digitalradio (DAB+) in vertikaler Polarisation und im Gleichwellenbetrieb mit anderen Sendern ausgestrahlt.
| Block                 | Programme | ERP (kW) | Gleichwellennetz (SFN) |
| --------------------- | --- | -------- | --- |
| 11A SWR RP (D__00217) | DAB+-Multiplex des Südwestrundfunks: - SWR1 RP (96 kbps) - SWR Kultur (96 kbps) - SWR3 (Rheinland-Pfalz) (96 kbps) - SWR4 KL (88 kbps) - SWR4 KO (88 kbps) - SWR4 LU (88 kbps) - SWR4 MZ (88 kbps) - SWR4 TR (88 kbps) - DASDING (96 kbps) - SWR Aktuell (72 kbps) - bigFM (72 kbps) - RPR1. (überregional) (72 kbps) - Rockland Radio (überregional) (72 kbps) - EPG (24 kbps) - TPEG (16 kbps) | 1        | - Region Kaiserslautern: Bornberg, Kaiserslautern (Rotenberg), Kettrichhof, Zweibrücken - Region Koblenz: Ahrweiler (Schöneberg), Alf-Bullay, Altenahr (Oberes Ahrtal), Bad Marienberg, Betzdorf (Weißenstein), Diez, Koblenz (Dieblich-Waldesch), Linz am Rhein - Region Ludwigshafen: Weinbiet - Region Mainz: Bad Kreuznach (Bad Münster am Stein), Donnersberg, Mainz-Kastel, Oberdiebach (Lorch) - Region Trier: Bitburg, Bleialf, Daleiden, Haardtkopf, Idar-Oberstein, Kirn, Palzem, Schartenberg (Eifel), Niedersgegen, Saarburg, Traben-Trarbach, Trier (Markusberg) |

### Analoges Fernsehen (PAL)
Vor der Umstellung auf DVB-T diente der Sender Kirn-Gauskopf weiterhin für analoges Fernsehen:
| Kanal | Frequenz (MHz) | Programm                      | ERP (kW) | Antennendiagramm rund (ND)/ gerichtet (D) | Polarisation horizontal (H)/ vertikal (V) |
| ----- | -------------- | ----------------------------- | -------- | ----------------------------------------- | ----------------------------------------- |
| 5     | 175,25         | Das Erste (SWR)               | 0,00125  | ND                                        | H                                         |
| 30    | 543,25         | ZDF                           | 0,04     | ND                                        | H                                         |
| 50    | 703,25         | SWR Fernsehen Rheinland-Pfalz | 0,04     | ND                                        | H                                         |